# Seroconversió
En immunologia, la seroconversió és el període durant el qual un anticòs específic es desenvolupa i es torna detectable a la sang. Després d'haver-se produït la seroconversió, la malaltia pot ser detectada en les anàlisis de sang per l'anticòs. Durant una infecció o immunització, els antígens entren a la sang, i el sistema immunitari comença a produir anticossos en resposta. Abans de la seroconversió, l'antigen en si mateix pot o pot no ser detectable, però l'anticòs és, per definició, absent. Durant la seroconversió, l'anticòs està present, però encara no és detectable. En qualsevol moment després de la seroconversió, els anticossos poden ser detectats en la sang, el que indica una infecció anterior o actual.